# Belval-Bois-des-Dames
Belval-Bois-des-Dames település Franciaországban, Ardennes megyében. Lakosainak száma 27 fő (2022. január 1.). Belval-Bois-des-Dames Beaumont-en-Argonne, Fossé, Nouart, Vaux-en-Dieulet, Beaufort-en-Argonne és Laneuville-sur-Meuse községekkel határos.

## Népesség
A település népességének változása:
| Lakosok száma | 59   | 47   | 39   | 42   | 34   | 33   | 33   | 30   | 28   | 27   |
|               | 1968 | 1982 | 1990 | 2006 | 2013 | 2015 | 2017 | 2019 | 2020 | 2022 |